# Одзиги
Одзиги (яп. お辞儀 о-дзиги) — традиционный поклон в Японии, который является универсальным жестом японского этикета, наиболее известным за пределами Японии. Поклон считается в Японии настолько важным, что, хотя дети обычно начинают изучать его с самого раннего возраста, компании обычно предоставляют для своих сотрудников дополнительное обучение искусству совершения поклонов.

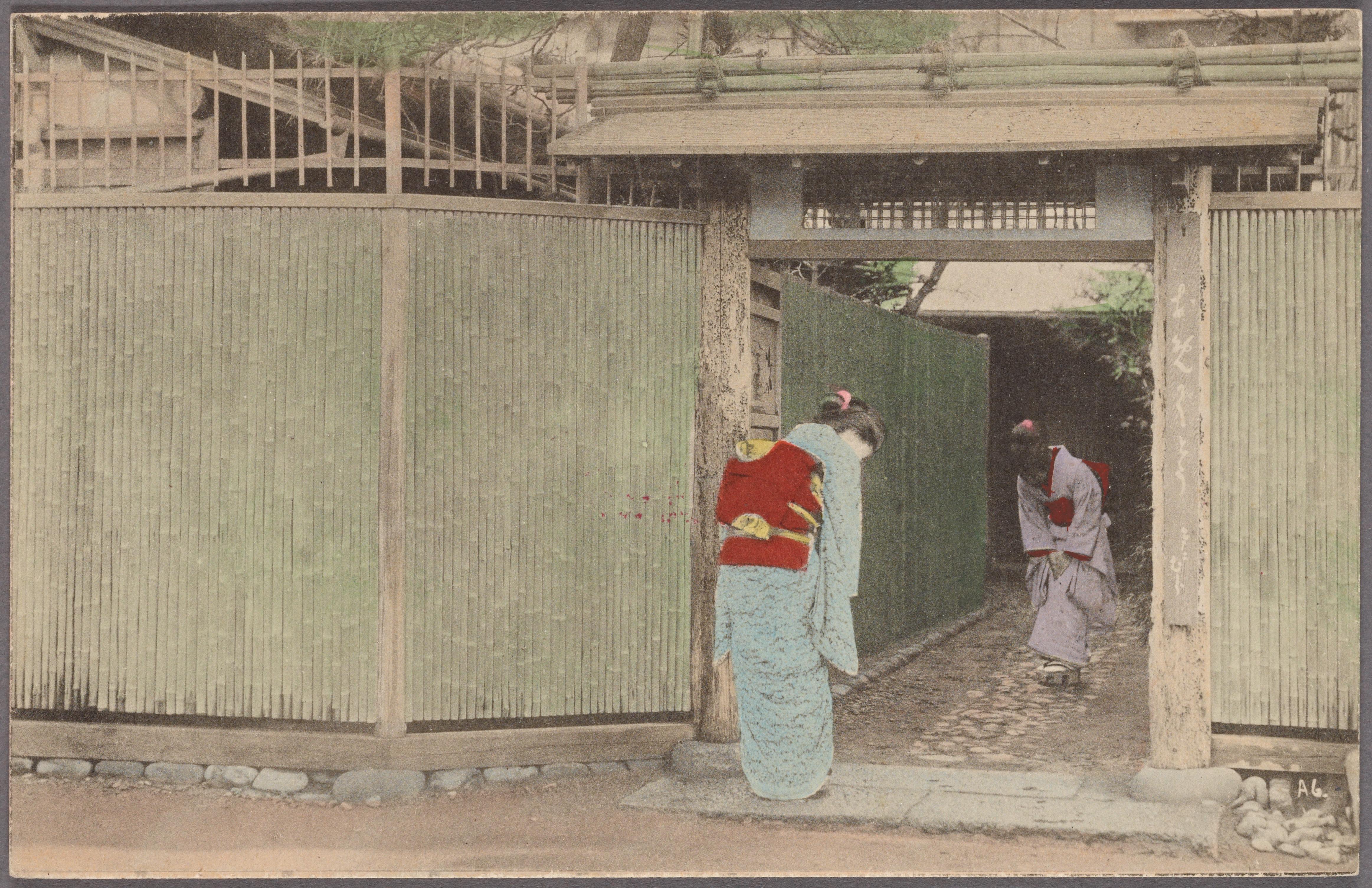
Японки вежливо кланяются друг другу, 1900 г.

Поклоны сопровождают приветствия, поздравления, просьбы, различающиеся в зависимости от ситуации.
Выполняться поклон может исходя из трёх положений: стоя, сидя по-японски и сидя по-европейски. Также большинство поклонов имеет женскую и мужскую формы. При встрече низшие по возрасту и положению кланяются первыми и более вежливым поклоном.
В зависимости от ситуации глубина поклона и длительность могут быть разными. На это влияют степень уважения и социальный статус того, кому вы кланяетесь. В Японии известны как минимум шесть видов поклонов.
Поклоны выполняются сгибанием корпуса в талии с выпрямленной спиной и руками расположенными по бокам (для мужчин) или руками, сложенными на коленях (женщины).
Поклоны совершаются, глядя на лицо собеседника, но не прямо в глаза.
Поклоны могут быть разделены на три основных типа: неофициальные, официальные и очень официальные. Неофициальные поклоны совершаются с углом наклона корпуса около пятнадцати градусов или просто коротким поклоном головой (пять градусов), более официальные поклоны с углом наклона корпуса примерно в тридцать градусов. Очень официальные поклоны глубже — от сорока пяти до девяноста градусов.
Продолжительность и глубина поклона прямо пропорциональны уважению, выражаемого поклоном.
Правила этикета, учитывающие продолжительность и глубину поклонов, а также соответствующий ответ, является чрезвычайно сложной системой. Например, если человек поддерживает ответный поклон дольше, чем ожидалось (как правило, около двух или трех секунд), вежливо поклонившись вновь, можно получить еще один поклон в ответ. Это часто приводит к долгому обмену постепенно затихающей серии поклонов.
Поклоны низших по статусу дольше, глубже и чаще, чем высших по статусу. Высший по статусу обращаясь к низшему обычно лишь кивает слегка головой, а некоторые начальники могут не кланяться вовсе, а низшие слегка наклонившись вперед от талии.
Поклоны с извинениями имеют тенденцию быть глубже и дольше, чем другие виды поклонов. Они, как правило, производятся с повторами и наклоном корпуса около 45 градусов с опущенной головой и продолжительностью не менее счёта до трёх. Глубина, частота и длительность поклонов возрастает в соответствии с искренностью извинений и тяжестью содеянного. Иногда, в случае извинения и умоляя, люди приседают вниз как при суджуде, чтобы показать кому-то одному абсолютную покорность или крайнее сожаление. Такое положение называется догэдза (яп. 土下座) — «земной поклон». Хотя догэдза считается очень почтительным знаком, оно рассматривается как неуважение к себе и в настоящее время не используется в повседневной жизни. Поклоны благодарности следуют тому же шаблону. В крайнем случае поклон выполняется на коленях; этот поклон иногда так глубок, что лоб касается пола. Этот поклон называется сайкэйрэй (яп. 最敬礼) — «самый почтительный поклон».
При общении с иностранцами, многие японцы будут пожимать руки. Поскольку многие не знакомы с японским обычаем поклонов, это часто приводит к комбинированным приветствиям (поклон и рукопожатие), которые могут быть довольно сложными для выполнения. Поклоны могут быть объединены с рукопожатиями или должны выполняться до или после рукопожатия.
В японских боевых искусствах поклоны составляют важную часть процедур во взаимодействии учителя и ученика и спарринг-партнёров.